# Luis Aranaz Iriberri
Luis Aranaz Iriberri (también escrito Iliberri; Estella, 19 de agosto de 1914-12 de abril de 1981) fue un futbolista español que jugó como centrocampista en el Club Atlético Osasuna, C. E. Sabadell y Real Murcia en las décadas de 1930 y 1940.

## Trayectoria
Nacido en la localidad navarra de Estella se trasladó a Pamplona con su familia a los 12 años. Comenzó su carrera futbolística en el Real Betis en 1934, a los 20 años. A pesar de no haber disputado ni un solo partido de liga con el club, se le considera miembro del equipo que ganó el título de La Liga 1934-35, el primer (y único) título de liga en la historia del Betis. Aparentemente debido a su falta de partidos, se fue al club de primera división Club Atlético Osasuna en 1935, pero su carrera se vio interrumpida por el estallido de la guerra civil española en 1936.
Una vez finalizado el conflicto, regresó a Osasuna, donde jugó tres años más hasta 1942, cuando el Sabadell de la Segunda División lo fichó por 25 000 pesetas. Se convirtió en el capitán del equipo y ayudó al Sabadell a ganar el título de segunda división en 1942-43, continuando como titular en la temporada siguiente. Llevó a su equipo a los cuartos de final de la Copa del Generalísimo de fútbol 1944 contra el Valencia, sufriendo una doble fractura de tibia y peroné en la primera mitad del encuentro en la Creu Alta, que lo descartó tanto de esa temporada como de la siguiente. Sin él, el club descendió a segunda división. En agosto de 1945,  (que aún no estaba totalmente recuperado de la lesión) recibió una oferta del Valencia, entonces en la máxima categoría, pero el Sabadell impidió que este acuerdo se concretara. En su primer partido oficial tras su lesión, jugó diez minutos para asistir un gol, siendo titular a partir de entonces y llevando al Sabadell a otro título de segunda división en 1945-46. Permaneció en el Sabadell durante cuatro años, de 1942 a 1946, marcando un total de cinco goles en 79 partidos oficiales.
En 1946, fichó por el Real Murcia, club de primera división, con el que jugó una temporada, hasta 1947, cuando pasó al Logroñés, donde se retiró en 1949, a los 35 años. En total, marcó dos goles en 48 partidos de La Liga para tres clubes. Tras retirarse, trabajó como entrenador, haciéndose cargo de sus antiguos clubes, el Logroñés (1956-57) y el Osasuna (1964-66).
En 1971, recibió el título de hijo adoptivo de la ciudad de Sabadell. Murió el 12 de abril de 1981, a la edad de 66 años.

## Selección
El 28 de noviembre de 1937, jugó para España en un partido no oficial contra Portugal en Galicia, la región natal del generalísimo Francisco Franco, quien organizó este partido porque veía el fútbol como una herramienta de propaganda; España perdió 2-1, en parte porque su equipo había sido reunido apresuradamente con los mejores jugadores disponibles en las zonas del bando sublevado, incluido Aranaz.
Como jugador del Sabadell, fue elegible para jugar con la selección catalana, disputando tres partidos entre octubre de 1943 y abril de 1944. Este último terminó en un empate 2-2 con la selección valenciana.

## Palmarés
Sabadell
- Segunda División: 1942-43, 1945-46